# Partito Costituzionale Democratico del Giappone
Il Partito Costituzionale Democratico del Giappone (立憲民主党?, Rikken-minshutō) (in sigla: PCD o PCDG) è un'organizzazione politica giapponese fondato il 2 ottobre 2017, in seguito alla dissoluzione del Partito Democratico del Giappone. Il capopartito è il politico giapponese Yoshihiko Noda.